# Tommaso Fazello
Tommaso Fazello (neolatín Fazellus, 1498–8 de abril de 1570) fue un fraile dominico italiano, historiador y anticuario. Se lo conoce como padre de la historia siciliana ya que es el autor de la primera historia impresa sobre Sicilia: De Rebus Siculis Decadas Duae, publicada en latín, en Palermo, en 1558. Nació en Sciacca, Sicilia, y murió en Palermo, Sicilia.
Redescubrió las ruinas de la antigua ciudad siciliana de Akrai (hoy Palazzolo Acreide), Selinus (hoy Selinunte)  y Heraclea Minoa. También redescubrió el Templo de Zeus Olímpico en Akragas (hoy Agrigento).
En 1555 enseñó en el Convento de San Domingo de Palermo, que más tarde se convertiría en la Universidad de Palermo.